# Charlie Clouser
Charles Alexander Clouser (Hanover, 28 juni 1963) beter bekend als Charlie Clouser is een Amerikaans componist, toetsenist en muziekproducent van elektronische muziek, Industrial metal en filmmuziek.
Clouser was tussen 1994 en 2000 lid van de Industrial rockband Nine Inch Nails. Ook heeft hij in het verleden tientallen albums geproduceerd en geremixt voor artiesten als Marlyn Manson, White Zombie, Rob Zombie, David Bowie, Die Krupps, Rammstein en Type O Negative. In de huidige tijd componeert en produceert hij voornamelijk muziek voor films en televisieseries, waarvan de volledige filmserie Saw en de titelmuziek van de televisieserie American Horror Story het bekendst zijn bij het grote publiek. In 2015 schreef hij samen met Danny Cocke, Jason Graves en Brian Williams de muziek van het computerspel Evolve.

## Filmografie

### Films
- 2004: Saw
- 2005: Deepwater
- 2005: Saw II
- 2006: Saw III
- 2007: Dead Silence
- 2007: Death Sentence
- 2007: Resident Evil: Extinction
- 2007: Saw IV
- 2008: Saw V
- 2009: The Stepfather
- 2009: Saw VI
- 2010: Saw 3D
- 2012: The Collection
- 2016: The Neighbor
- 2017: Jigsaw
- 2021: Spiral: From the Book of Saw

### Televisieseries
- 2002 - 2003: Fastlane
- 2003 - 2008: Las Vegas
- 2005 - 2010: Numb3rs
- 2012 - 2015: American Horror Story (alleen titelsong)
- 2015 - 2016: Wayward Pines
- 2015: Childhood's End

- Biblioteca Nacional de España: XX1791810
- Bibliothèque nationale de France: cb14165251s (data)
- Gemeinsame Normdatei: 135401844
- International Standard Name Identifier: 0000 0001 1076 0853
- Library of Congress Control Number: no2005110667
- MusicBrainz: 2947dcd0-e65f-4293-af4b-3fe309e0dea0
- Nationale Bibliotheek van Tsjechië: xx0097121
- Système universitaire de documentation: 158231104
- Virtual International Authority File: 90611937
- WorldCat: E39PBJj4p8Jv8h8vCTWtj8dG73